# Witsanusak Kaewruang
Witsanusak Kaewruang (Thai: วิศณุศักดิ์ แก้วเรือง) is een Thaise voetballer. Hij speelt als keeper.